# Inter Shibuya - La mafia
Inter Shibuya - La mafia (estilizado en mayúsculas) es el cuarto álbum de estudio del cantante y compositor colombiano Feid, publicado el 20 de agosto de 2021 por Universal Music Latino.
El álbum no contiene participaciones ni artistas invitados, algunas canciones fueron producidas por Sky Rompiendo, ICON, Jowan, Taiko, Foreign Teck, entre otros.

## Antecedentes
Feid anunció el álbum el 2 de agosto de 2021 en su cuenta de Instagram. Feid mencionó el proyecto en varias oportunidades previas al álbum, mencionando que incluiría 15 canciones y sería producido únicamente por Sky Rompiendo. Feid reiteró en varias oportunidades que el álbum no tendría colaboraciones con otros artistas, pues sería un proyecto más personal.

### Sencillos
El álbum viene acompañado de una serie de sencillos como "CHIMBITA" lanzado el 11 de diciembre de 2020, "FUMETEO" lanzado el 10 de junio de 2021, "TENGO FE" con fecha de lanzamiento el 23 de julio de 2021 y "SI TÚ SUPIERAS" lanzado como bonus track junto con el álbum.

## Rendimiento Comercial
El álbum tuvo un recibimiento positivo en su mayoría, debutando todas las canciones del álbum en el top 50 canciones de Colombia de Spotify, estando seis de ellas entre las diez más reproducidas. Hasta el 22 de noviembre de 2021, el álbum acumula más de 186 millones de reproducciones en Spotify, y más de 144 millones de vistas en YouTube. El álbum está disponible para descarga digital y CD, con un lanzamiento en vinilo esperado para el 17 de diciembre de 2021.

## Ferxxo Edition
El 8 de noviembre de 2021, Feid anunció en su cuenta de Instagram una nueva versión del álbum, pero sin una fecha de lanzamiento establecida, confirmando 1 remix y 8 canciones nuevas. Días después, Feid publicó un vídeo revelando que el remix próximo a ser lanzado sería un remix de FUMETEO, uno de los sencillos del álbum, con participaciones de Mora y Eladio Carrión.

## Lista de canciones
| N.º   | Título                         | Duración |  |
| 1.    | «Corone»                       | 2:42     |  |
| 2.    | «Chimbita» (con Sky Rompiendo) | 2:36     |  |
| 3.    | «Tengo fe»                     | 2:26     |  |
| 4.    | «Como cuando»                  | 2:41     |  |
| 5.    | «Jordan IV»                    | 2:42     |  |
| 6.    | «Fumeteo»                      | 2:14     |  |
| 7.    | «Purrito apa» (con ICON)       | 2:31     |  |
| 8.    | «XXXX»                         | 1:57     |  |
| 9.    | «Ferxxo VI»                    | 1:42     |  |
| 10.   | «Hulu»                         | 2:01     |  |
| 11.   | «Hectol»                       | 2:40     |  |
| 12.   | «El padrino»                   | 2:48     |  |
| 13.   | «Te mata»                      | 1:53     |  |
| 14.   | «14 de febrero»                | 2:38     |  |
| 15.   | «Si tú supieras (Bonus Track)» | 3:16     |  |
| 36:54 |                                |          |  |

Notas
- Las canciones están estilizadas en mayúsculas.